# At His Majesty’s pleasure
At His Majesty’s pleasure bzw. at Her Majesty’s pleasure (deutsch „nach Belieben Seiner/Ihrer Majestät“) ist ein englischer Rechtsbegriff, der hauptsächlich zur Beschreibung der Dienstzeit von Personen, die vom britischen Monarchen ernannt werden, verwendet wird. Die Zeitdauer ist dabei nicht festgelegt, grundsätzlich kann der Monarch jederzeit die Ernennung wieder rückgängig machen.
Der Begriff, der im gesamten Commonwealth üblich ist, findet meist auf die Dienstzeit von Gouverneuren, Richtern oder besonderen Ministern (Minister of the Crown) Anwendung. Erfolgt die Ernennung nicht durch den britischen Monarchen, sondern den örtlichen Gouverneur, wird von „at / during the pleasure of the Governor(-General)“ gesprochen. So werden die australischen Minister of the Crown „during the pleasure of the Governor-General“ ernannt. In den republikanischen Commonwealth-Ländern Botswana, Indien und Singapur wird stattdessen der Begriff „during the President’s pleasure“ („nach Belieben des Staatspräsidenten“) verwendet.
Der Begriff findet darüber hinaus im englischen Strafrecht Anwendung. Eine Freiheitsstrafe aufgrund einer schweren Straftat oder eine Zwangseinweisung in eine psychiatrische Anstalt kann auf unbestimmte Zeit – „at His / Her Majesty’s pleasure“ – ausgesprochen werden. Dann muss über die gesamte Haftzeit hinweg regelmäßig überprüft werden, ob die Tat verbüßt ist und der Täter wieder in Freiheit entlassen werden kann. Solche Prüfungen nimmt allerdings nicht der regierende Monarch, sondern ein Stellvertreter (z. B. für England und Wales der Innenminister) vor. Im Vereinigten Königreich muss bei minderjährigen Tätern, die eine mit einer lebenslangen Freiheitsstrafe bewehrte Tat begangen haben, seit dem Jahr 2000 die Strafe „at His / Her Majesty’s pleasure“ verhängt werden. In Hongkong wird seit der Rückgabe an China im Jahr 1997 für lebenslange Freiheitsstrafen der Begriff „at executive discretion“ („nach Ermessen der Exekutive“) verwendet.